# フェリニン
フェリニン (felinine) は、ネコの尿の中に見られる化合物であり、ネコのフェロモンであると推定されている3-メルカプト-3-メチルブタン-1-オール (MMB) の前駆体である。フェリニンは、ボブキャット、ハイイロネコ、コドコド、イエネコ等、ネコ科のいくつかの種で体外に排泄される。フェリニンの合成は、肝臓中でグルタチオン (GSH) とイソペンテニル二リン酸 (IPP) の濃度が高まることで3-メルカプトブタノールグルタチオニン (3-MBG) が生成する。その後腎臓で3-MBGは水和され、部分的にアセチル化される。コーキシンはジペプチド（フェリニルグリシン）の水和を促進し、尿中のフェリニンの濃度を高める。ネコの尿には、フェリニンの他に、アセチルフェリニン、フェリニルグリシン、3-MBG等、フェリニン構造を含む一連の化合物が含まれる。